# Le porno cameriere
Le porno cameriere (Zimmermädchen machen es gern o Bienenstich im Liebesnest) è un film pornografico tedesco del 1975 diretto da Hans Billian e, non accreditato, Alois Brummer.
Del film furono girate due versioni, una softcore intitolata Zimmermädchen machen es gern, ed una hardcore intitolata Bienenstich im Liebesnest.

## Trama
Hannelore Reitzler fugge con il suo ragazzo all'Hotel Liebesnest ma lui la lascia durante la notte dopo aver fallito nel prendere la sua verginità. Non volendo tornare a casa, Hannelore trova impiego come cameriera nell'hotel, il che implica, dietro pagamento di un supplemento, concedere favori sessuali ai clienti. Nel frattempo, una ladra si intrufola nell'albergo ogni notte e tutte le volte che viene catturata, offre il suo corpo per farsi rilasciare.

## Curiosità
- Nella versione softcore del film, la bionda Biggi Stenzhorn interpreta Sonja Winkler, una scolaretta che accompagna il proprio insegnante di matematica all'hotel. Nella versione hard invece, Biggi interpreta Gisela, l'ospite che diventa cameriera nella scena finale. Una brunetta non identificata interpreta Sonja nella versione hard e Gisela in quella soft.
- In questo film Patricia Rhomberg, all'epoca compagna del regista Billian, anche se si mostra completamente nuda, non interpreta ruoli hardcore: il suo atto sessuale più esplicito è fare un breve footjob ad un uomo.